# Mozilla Mail & Newsgroups
Mozilla Mail & Newsgroups（也稱為Mozilla Mail/News或簡稱Mozilla Mail）是Mozilla Application Suite中的電子郵件和新聞客戶端。
Mozilla Mail & Newsgroups的特色是支援相關協議，例如IMAP、POP3和SMTP，內建貝葉斯垃圾郵件過濾器，支援多郵件帳號等。功能大致上與獨立產品的替代方案Mozilla Thunderbird相同，因為除了使用者介面之外，這兩個應用程式共享相同的代碼庫。
Mozilla Mail & Newsgroups被重新包裝在Netscape 6和Netscape 7版本中，稱為Netscape Mail & Newsgroups，也出現在Classilla中。Mozilla Application Suite現已被SeaMonkey取代，電子郵件和新聞客戶端成為SeaMonkey Mail & Newsgroups。

## 相關文章
- Mozilla Thunderbird